# Treize à table (film)
Pour les articles homonymes, voir Treize à table (homonymie).
Pour plus de détails, voir Fiche technique et Distribution.
Treize à table est un film français réalisé par André Hunebelle, sorti en 1956 et adapté de la pièce de théâtre Treize à table de Marc-Gilbert Sauvajon représentée pour la première fois en 1953 à Paris.

## Synopsis
Madeleine et Antoine reçoivent pour le réveillon, mais Madeleine s'aperçoit qu'ils vont être treize à table, or elle est très superstitieuse. S'ensuivent diverses péripéties liées aux personnes invitées en plus ou qui se décommandent à quoi vient s'ajouter Badabof qui organise des jeux avec les convives en attendant de passer à table, le majordome complètement perdu et surtout l'arrivée de Consuelo, une belle aventurière, qui a un compte à régler avec Antoine, qu'elle a connu des années auparavant en Amérique latine.

## Fiche technique
- Titre original : Treize à table
- Réalisation : André Hunebelle
- Assistants : Olivier Benoist, Yves Prigent
- Scénario : Jean Halain d'après la pièce éponyme de Marc-Gilbert Sauvajon
- Décors : Lucien Carré
- Photographie : Paul Cotteret
- Son : René-Christian Forget
- Montage : James Cuenet
- Musique : Jean Marion
- Production : André Hunebelle, Pierre Cabaud, Adrien Remaugé, René Thévenet
- Sociétés de production : Safia, Contact Organisation, Pathé Films
- Société de distribution : Pathé Consortium Cinéma
- Pays d'origine :  France
- Langue originale : français
- Format : Noir et blanc — 35 mm — 1,37:1 - Son Mono
- Genre : Comédie
- Date de sortie : 
  - France : 29 février 1956
- Affiche : Jean Mascii (France)

## Distribution
- Micheline Presle : Madeleine Villardier
- Fernand Gravey : Antoine Villardier
- Mischa Auer : Badabof
- Jean Brochard : Docteur Pelourzat
- Germaine Montero : Consuelo Koukouwski
- Max Révol : Frédéric
- Annie Girardot : Véronique Chambon
- Bernard La Jarrige : Raphaël
- Jacqueline Huet : Priscilla Wood
- Paul Faivre : Dupaillon
- Christiane Minazzoli : Henriette
- Raymond Carl : L'oncle
- Jeanne Fusier-Gir : La tante
- Jacques Sommet : Jean-Charles Chambon
- Georgette Anys : Marie-Louise Taburot
- Claude Nicot : Raymond Brelan, le neveu
- Paul Demange : Le pianiste
- René Lefevre-Bel : Un invité
- Yvonne Monlaur : Une invitée
- Madeleine Barbulée : Une invitée
- José Casa
- Tania Soucault
- Jo Lecomte
- Francis Roger
- Jacqueline Hopstein